# Pieni-Takku
Pieni-Takku är en ö i Finland. Den ligger i sjön Pyhäjärvi och i kommunen Kides i den ekonomiska regionen  Mellersta Karelens ekonomiska region  och landskapet Norra Karelen, i den sydöstra delen av landet, 300 km nordost om huvudstaden Helsingfors. Öns area är omkring 810 kvadratmeter och dess största längd är 40 meter i sydväst-nordöstlig riktning.